# 长趾蛙
长趾蛙（学名：Hylarana macrodactyla）为蛙科蛙属的两栖动物。分布于柬埔寨,香港, 老撾, 馬來西亞(北部和檳榔嶼), 緬甸,泰國,越南和中國广东、广西、海南等地。该物种的模式产地在香港。
本種被列入中國國家保護的有益的或者有重要經濟、科學研究價值的陸生野生動物名錄。
长趾蛙的吻长而尖，体形修长，两脚长而纤细。